# 我那覇美紀
我那覇 美紀（がなは みき、1985年4月3日 - ）は、日本のタレント、女優、歌手、アーティスト。
沖縄県出身。身長157cm。体重46kg。血液型はO型。オーデションをきっかけにデビュー。GFエンタープライズ所属。趣味は体を動かすこと。特技はバスケットボール。自分の思う長所はなんでもトライすること。好きな色は赤。

## 出演

### 映画
- 修羅の群れ（2002年）
- 千の風になって（2004年）

### テレビ
- 実験体験エネルギー教室へようこそ
- SMAP×SMAP（フジテレビ）

### CM
- J-PHONE（現ソフトバンクモバイル）

### 雑誌
- ポポロ（麻布台出版社）
- オーディション

### 舞台
- さくら（デビュー作）

## CDシングル
- 君の手（2005年）
- if in the story （2007年）

## CDアルバム
- if in the story